# فرودگاه تراس بی
فرودگاه تراس بی (به انگلیسی: Terrace Bay Airport) یک فرودگاه است . این فرودگاه در کشور کانادا قرار دارد و در ارتفاع ۲۹۰ متری از سطح دریا واقع شده است.